# Gkremoi Chanoutari
Gkremoi Chanoutari este o arie protejată (arie de protecție specială avifaunistică — SPA) din Cipru întinsă pe o suprafață de 2.469,78 ha, integral pe uscat.

## Localizare
Centrul sitului Gkremoi Chanoutari este situat la coordonatele 34°51′53″N 32°41′20″E / 34.8647°N 32.6889°E.

## Înființare
Situl Gkremoi Chanoutari a fost declarat arie de protecție specială avifaunistică în octombrie 2007 pentru a proteja 30 de specii de animale.

## Biodiversitate
Situată în ecoregiunea mediteraneană, aria protejată nu include niciun habitat protejat.
La baza desemnării sitului se află mai multe specii protejate de  păsări (30): lăstunul mare (Apus apus), Aquila fasciata, șorecar mare (Buteo rufinus), caprimulg (Caprimulgus europaeus), rândunică roșcată (Cecropis daurica), lăstun de casă (Delichon urbicum), Emberiza caesia, Emberiza melanocephala, măcăleandru (Erithacus rubecula), șoim călător (Falco peregrinus), cinteză (Fringilla coelebs), vulturul pleșuv sur (Gyps fulvus), Iduna pallida, Lanius nubicus, prigoare (Merops apiaster), muscar sur (Muscicapa striata), Oenanthe cypriaca, grangur (Oriolus oriolus), Periparus ater cypriotes, codroș de munte (Phoenicurus ochruros), pitulice de munte (Phylloscopus collybita), pitulice-fluierătoare (Phylloscopus trochilus), mărăcinar negru (Saxicola torquatus), turturică (Streptopelia turtur), silvie cu cap negru (Sylvia atricapilla), silvie-mică (Sylvia curruca), Sylvia melanothorax, mierlă (Turdus merula), sturz-cântător (Turdus philomelos), pupăză (Upupa epops).
Pe lângă speciile protejate, pe teritoriul sitului au mai fost identificate 1 specie de păsări.